# Hypericum frondosum
Hypericum frondosum är en johannesörtsväxtart som beskrevs av André Michaux. Hypericum frondosum ingår i släktet johannesörter, och familjen johannesörtsväxter. Inga underarter finns listade i Catalogue of Life.

## Bildgalleri

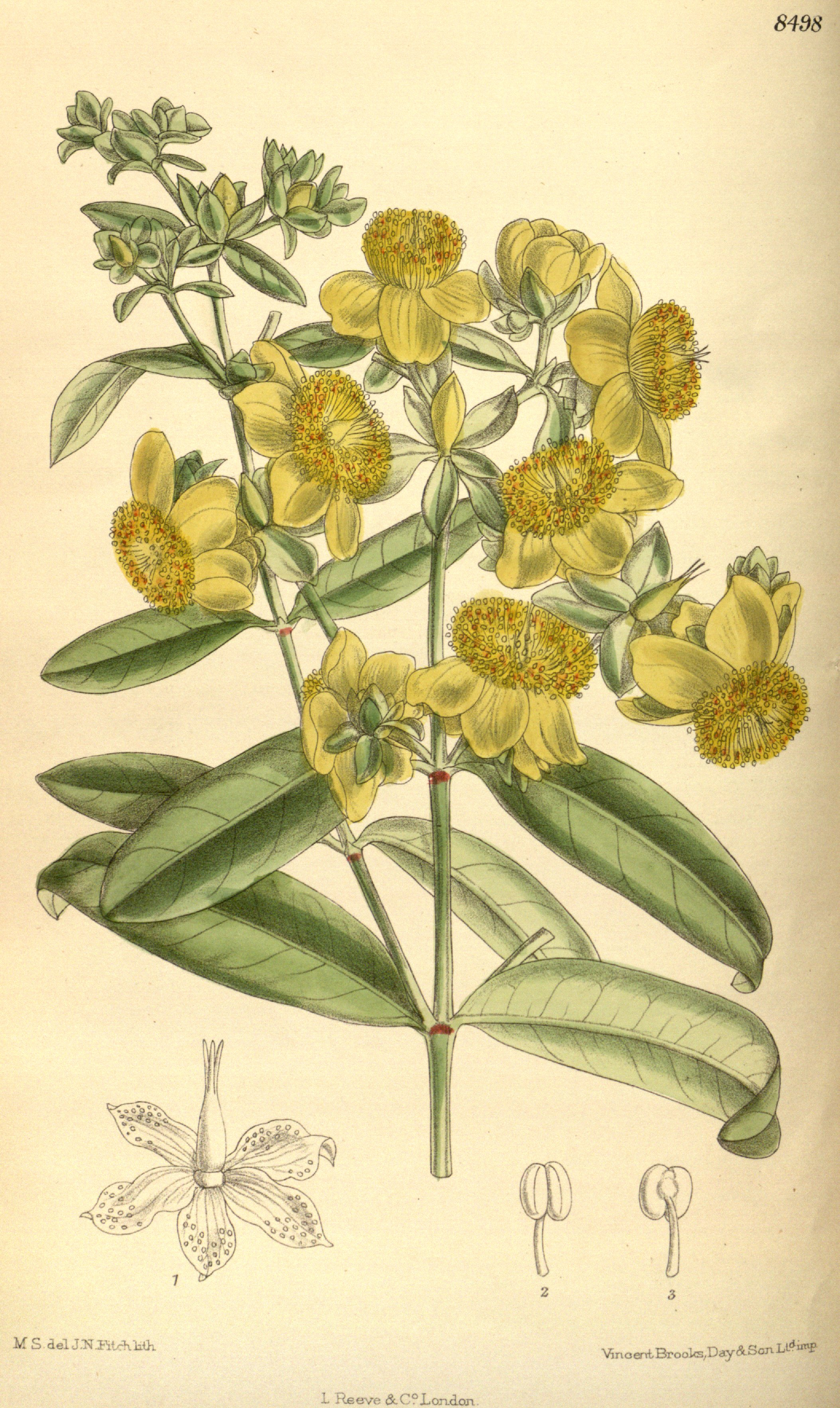
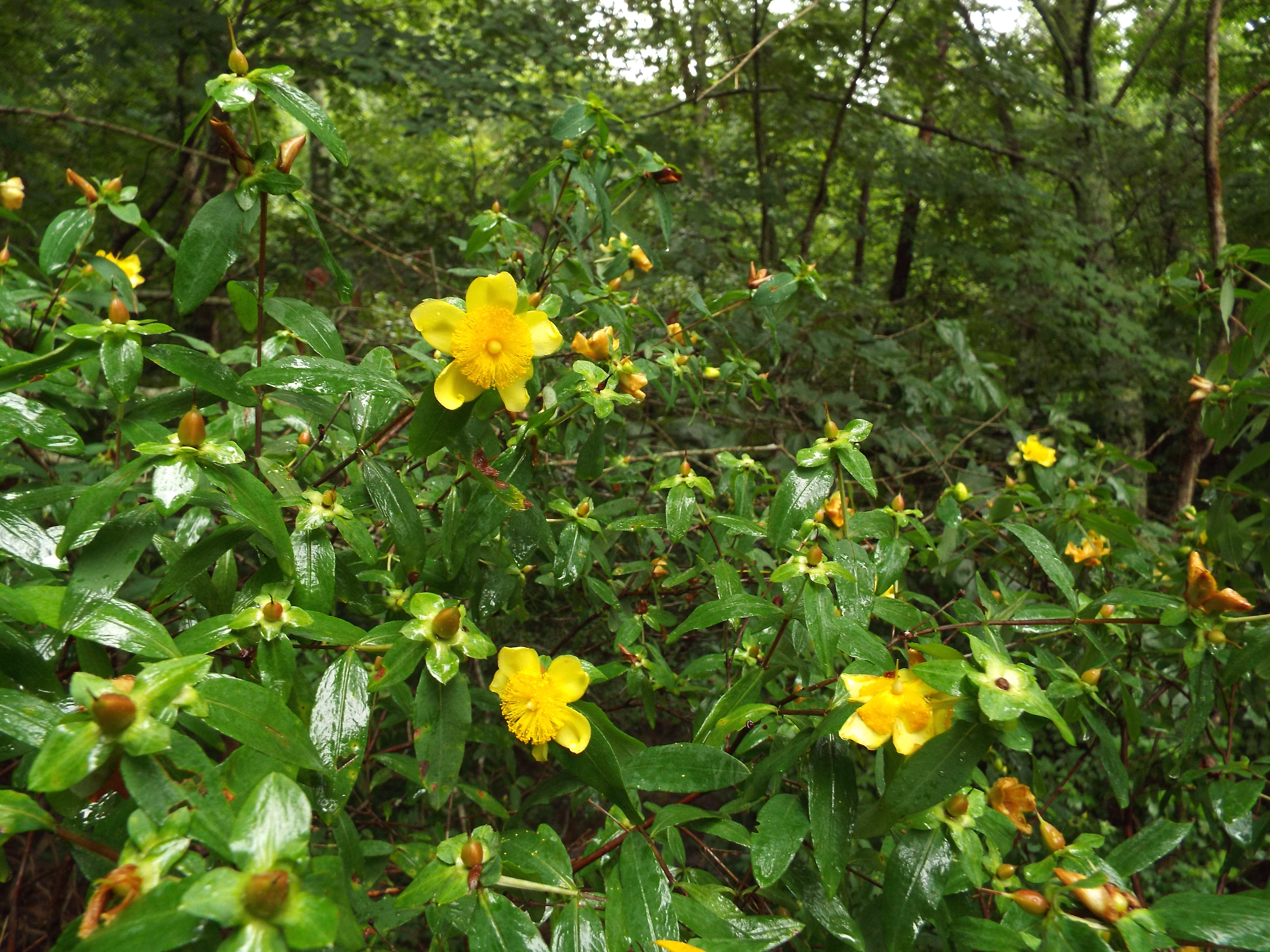